# Přebor Královéhradeckého kraje 2007/2008
V utkáních Přeboru Královéhradeckého kraje 2007/2008 se utkalo 16 týmů dvoukolovým systémem podzim - jaro. Tento ročník začal v srpnu 2007 a skončil v červnu 2008.
Z Divize C 2006/2007 do soutěže žádný tým nesestoupil. Postup do Divize C 2008/2009 si zajistil vítězný tým RMSK Cidlina Nový Bydžov. Sestoupily poslední 3 týmy.

## Konečná tabulka Přeboru Královéhradeckého kraje 2007/2008
| Poř. | Tým                            | Z  | V  | R  | P  | VG | OG | B  |
| ---- | ------------------------------ | -- | -- | -- | -- | -- | -- | -- |
| 1.   | RMSK Cidlina Nový Bydžov       | 30 | 24 | 6  | 0  | 88 | 18 | 78 |
| 2.   | FC Olympia Hradec Králové      | 30 | 20 | 3  | 7  | 91 | 29 | 63 |
| 3.   | TJ Slovan Broumov              | 30 | 16 | 5  | 9  | 63 | 43 | 53 |
| 4.   | SK Jičín                       | 30 | 15 | 7  | 8  | 57 | 35 | 52 |
| 5.   | FC Spartak Rychnov nad Kněžnou | 30 | 15 | 6  | 9  | 44 | 45 | 51 |
| 6.   | TJ Jiskra Česká Skalice        | 30 | 13 | 6  | 11 | 52 | 53 | 45 |
| 7.   | 1. FK Nová Paka                | 30 | 12 | 7  | 11 | 57 | 52 | 43 |
| 8.   | FK Černilov                    | 30 | 8  | 10 | 12 | 40 | 63 | 34 |
| 9.   | TJ Červený Kostelec            | 30 | 9  | 6  | 15 | 52 | 64 | 33 |
| 10.  | FK Náchod-Deštné „B“           | 30 | 8  | 9  | 13 | 47 | 61 | 33 |
| 11.  | TJ Velešov Doudleby nad Orlicí | 30 | 8  | 9  | 13 | 40 | 54 | 33 |
| 12.  | SK Přepychy                    | 30 | 8  | 8  | 14 | 41 | 54 | 32 |
| 13.  | Sokol Lhota pod Libčany        | 30 | 8  | 8  | 14 | 39 | 55 | 32 |
| 14.  | TJ Sokol Libáň                 | 30 | 7  | 9  | 14 | 46 | 65 | 30 |
| 15.  | FK Kostelec nad Orlicí         | 30 | 6  | 9  | 15 | 41 | 75 | 27 |
| 16.  | FC Milíčeves                   | 30 | 6  | 6  | 18 | 28 | 60 | 24 |

Poznámky:
- Z = Odehrané zápasy; V = Vítězství; R = Remízy; P = Prohry; VG = Vstřelené góly; OG = Obdržené góly; B = Body; (S) = Mužstvo sestoupivší z vyšší soutěže; (N) = Mužstvo postoupivší z nižší soutěže (nováček)

|  | Postup do Divize C 2008/2009             |
|  | Sestup do příslušné I. A třídy 2008/2009 |